# Luca Damiani
Luca Damiani (Firenze, 29 maggio 1956) è uno scrittore e conduttore radiofonico italiano.

## Biografia
Nato a Firenze, ma trasferitosi ventenne a Roma, ha esordito nella narrativa nel 1990 con il romanzo Guardati a vita vincitore del Premio Grinzane Cavour nella categoria Giovane Autore Esordiente ex aequo con Enzo Muzii.
Successivamente ha vinto nel 1992 la prima edizione del Premio Fiesole con il secondo romanzo Una, fatale al quale hanno fatto seguito un altro romanzo, Il baro, nel 1997, una raccolta di racconti e tre saggi spazianti dalla critica musicale a quella mediatica. Nel 2018 pubblica per Stampa Alternativa POW.
Parallelamente all'attività di scrittore, ha affiancato quella di critico musicale e conduttore radiofonico, in particolare del programma Sei gradi di Rai Radio 3.
Consulente musicale per il programma Passepartout di Philippe Daverio. 
Dal 2018 è direttore artistico della Fondazione Entroterre.

## Opere

### Romanzi
- Guardati a vita, Venezia, Marsilio, 1990 ISBN 88-317-5357-6.
- Una, fatale, Venezia, Marsilio, 1992 ISBN 88-317-5637-0.
- Il baro, Venezia, Marsilio, 1997 ISBN 88-317-6723-2.
- Pow, Roma, Stampa Alternativa, 2018 ISBN 9788862226417.

### Racconti
- Che ne sarà di lei, Firenze, Loggia de' Lanzi, 1995 ISBN 88-8105-013-7.

### Saggi
- Del saper vivere: savoir-faire e successo nella società del 2000, Fiesole, Nardini, 1998 ISBN 88-404-1151-8.
- Ivano Fossati: un dialogo in forma di intervista, Firenze, Loggia de' Lanzi, 1998 ISBN 88-8105-156-7.
- Bufale: breve storia delle beffe mediatiche da Orson Welles a Luther Blissett, Roma, Castelvecchi, 2004 ISBN 88-7615-024-2.